# ويليتس (كاليفورنيا)
ويليتس (بالإنجليزية: Willits)‏ هي إحدى مدن مقاطعة ميندوسينو، كاليفورنيا. تم إعطاءها لقب مدينة في 19 نوفمبر، 1888.

## التركيبة السكانية
حدّد مكتب تعداد الولايات المتحدة بيانات التركيبة السكانية لويليتس في تعداد الولايات المتحدة. في ما يلي، التركيبة السكانية حسب تعدادي 2000 و2010.

### تعداد عام 2000
بلغ عدد سكان ويليتس 5,073 نسمة بحسب تعداد عام 2000، وبلغ عدد الأسر 1,935 أسرة وعدد العائلات 1,230 عائلة مقيمة في المدينة. في حين سجلت الكثافة السكانية 694.9 نسمة لكل كيلومتر مربع (1,799.8/ميل2). وبلغ عدد الوحدات السكنية 2,013 وحدة بمتوسط كثافة قدره 275.8 لكل كيلومتر مربع (714.3/ميل2).
وتوزع التركيب العرقي للمدينة بنسبة 83.72% من البيض و0.63% من الأمريكيين الأفارقة و3.53% من الأمريكيين الأصليين و1.16% من الأمريكيين ذوي الأصول الآسيوية و0.04% من سكان جزر المحيط الهادئ و7.08% من الأعراق الأخرى و3.84% من عرقين مختلطين أو أكثر و14.69% من الهسبانيون أو اللاتينيون من أي عرق.
بلغ عدد الأسر 1,935 أسرة كانت نسبة 39.9% منها لديها أطفال تحت سن الثامنة عشر تعيش معهم، وبلغت نسبة الأزواج القاطنين مع بعضهم البعض 40.2% من أصل المجموع الكلي للأسر، ونسبة 17.4% من الأسر كان لديها معيلات من الإناث دون وجود شريك، بينما كانت نسبة 6% من الأسر لديها معيلون من الذكور دون وجود شريكة وكانت نسبة 36.4% من غير العائلات. تألفت نسبة 30.2% من أصل جميع الأسر من عدة أفراد يعيشون في نفس المنزل ونسبة 14.6% كانت تتألف من شخص يعيش بمفرده يبلغ من العمر 65 عاماً أو أكثر. وبلغ متوسط حجم الأسرة المعيشية 2.56، أما متوسط حجم العائلات فبلغ 3.15.
بلغ العمر الوسطي للسكان 35.8 عاماً. وكانت نسبة 28.9% من القاطنين تحت سن الثامنة عشر، وكانت نسبة 8.3% بين الثامنة عشر والرابعة والعشرين عاماً، ونسبة 25.7% كانت واقعةً في الفئة العمرية ما بين الخامسة والعشرين والرابعة والأربعين عاماً، ونسبة 22% كانت ما بين الخامسة والأربعين والرابعة والستين، ونسبة 12.7% كانت ضمن فئة الخامسة والستين عاماً فما فوق. يوجد لكل 100 أنثى 91.3 ذكر، ويوجد لكل 100 أنثى في الثامنة عشر من عمرها فما فوق 87.1 ذكر.
بلغ متوسط دخل الأسرة في المدينة 26,283 دولارًا، أما متوسط دخل العائلة فبلغ 36,193 دولارًا. وكان متوسط دخل الذكور 30,983 دولارًا مقابل 22,089 دولارًا للإناث. وسجل دخل الفرد الخاص بالمدينة 16,642 دولارًا. وكانت نسبة 11.6% من العائلات ونسبة 14.5% من السكان تحت خط الفقر، وكان من هؤلاء نسبة 18.8% تحت سن الثامنة عشر ونسبة 4.3% في الخامسة والستين من العمر وما فوق.

### تعداد عام 2010
بلغ عدد سكان ويليتس 4,888 نسمة بحسب تعداد عام 2010، وبلغ عدد الأسر 1,914 أسرة وعدد العائلات 1,156 عائلة مقيمة في المدينة. في حين سجلت الكثافة السكانية 669.6 نسمة لكل كيلومتر مربع (1,734.3/ميل2). وبلغ عدد الوحدات السكنية 2,073 وحدة بمتوسط كثافة قدره 284 لكل كيلومتر مربع (735.6/ميل2).
وتوزع التركيب العرقي للمدينة بنسبة 79.01% من البيض و0.70% من الأمريكيين الأفارقة و4.42% من الأمريكيين الأصليين و1.39% من الأمريكيين ذوي الأصول الآسيوية و0.10% من سكان جزر المحيط الهادئ و9.80% من الأعراق الأخرى و4.58% من عرقين مختلطين أو أكثر و20.62% من الهسبانيون أو اللاتينيون من أي عرق.
بلغ عدد الأسر 1,914 أسرة كانت نسبة 34.8% منها لديها أطفال تحت سن الثامنة عشر تعيش معهم، وبلغت نسبة الأزواج القاطنين مع بعضهم البعض 36.2% من أصل المجموع الكلي للأسر، ونسبة 16.7% من الأسر كان لديها معيلات من الإناث دون وجود شريك، بينما كانت نسبة 7.5% من الأسر لديها معيلون من الذكور دون وجود شريكة وكانت نسبة 39.6% من غير العائلات. تألفت نسبة 31.8% من أصل جميع الأسر من عدة أفراد يعيشون في نفس المنزل ونسبة 14.7% كانت تتألف من شخص يعيش بمفرده يبلغ من العمر 65 عاماً أو أكثر. وبلغ متوسط حجم الأسرة المعيشية 2.50، أما متوسط حجم العائلات فبلغ 3.13.
بلغ العمر الوسطي للسكان 37.8 عاماً. وكانت نسبة 26% من القاطنين تحت سن الثامنة عشر، وكانت نسبة 8.4% بين الثامنة عشر والرابعة والعشرين عاماً، ونسبة 24.4% كانت واقعةً في الفئة العمرية ما بين الخامسة والعشرين والرابعة والأربعين عاماً، ونسبة 26% كانت ما بين الخامسة والأربعين والرابعة والستين، ونسبة 15.2% كانت ضمن فئة الخامسة والستين عاماً فما فوق. وتوزع التركيب الجنسي للسكان بنسبة 47.6% ذكور و52.4% إناث.

## المناخ
يظهر الجدول التالي التغييرات المناخية على مدار السنة لويليتس:
| البيانات المناخية لـويليتس        | البيانات المناخية لـويليتس | البيانات المناخية لـويليتس | البيانات المناخية لـويليتس | البيانات المناخية لـويليتس | البيانات المناخية لـويليتس | البيانات المناخية لـويليتس | البيانات المناخية لـويليتس | البيانات المناخية لـويليتس | البيانات المناخية لـويليتس | البيانات المناخية لـويليتس | البيانات المناخية لـويليتس | البيانات المناخية لـويليتس | البيانات المناخية لـويليتس |
| الشهر                             | يناير                      | فبراير                     | مارس                       | أبريل                      | مايو                       | يونيو                      | يوليو                      | أغسطس                      | سبتمبر                     | أكتوبر                     | نوفمبر                     | ديسمبر                     | المعدل السنوي              |
| --------------------------------- | -------------------------- | -------------------------- | -------------------------- | -------------------------- | -------------------------- | -------------------------- | -------------------------- | -------------------------- | -------------------------- | -------------------------- | -------------------------- | -------------------------- | -------------------------- |
| الدرجة القصوى °ف (°م)             | 77 (25)                    | 84.0 (28.9)                | 90.0 (32.2)                | 98.1 (36.7)                | 100.0 (37.8)               | 105.1 (40.6)               | 111.9 (44.4)               | 107.1 (41.7)               | 105.1 (40.6)               | 102.0 (38.9)               | 90.0 (32.2)                | 84.9 (29.4)                | 115.0 (46.1)               |
| متوسط درجة الحرارة الكبرى °ف (°م) | 54.9 (12.7)                | 57.9 (14.4)                | 60.1 (15.6)                | 64.8 (18.2)                | 71.2 (21.8)                | 78.4 (25.8)                | 85.5 (29.7)                | 84.9 (29.4)                | 82.6 (28.1)                | 73.8 (23.2)                | 60.6 (15.9)                | 54.1 (12.3)                | 69.1 (20.6)                |
| المتوسط اليومي °ف (°م)            | 43.9 (6.6)                 | 46.2 (7.9)                 | 47.8 (8.8)                 | 50.7 (10.4)                | 55.9 (13.3)                | 61.3 (16.3)                | 66 (19)                    | 65.5 (18.6)                | 62.2 (16.8)                | 56.1 (13.4)                | 48.4 (9.1)                 | 43.3 (6.3)                 | 53.9 (12.2)                |
| متوسط درجة الحرارة الصغرى °ف (°م) | 32.7 (0.4)                 | 34.5 (1.4)                 | 35.8 (2.1)                 | 36.7 (2.6)                 | 40.5 (4.7)                 | 44.2 (6.8)                 | 46.9 (8.3)                 | 46.0 (7.8)                 | 42.1 (5.6)                 | 38.5 (3.6)                 | 36.0 (2.2)                 | 32.5 (0.3)                 | 38.9 (3.8)                 |
| أدنى درجة حرارة °ف (°م)           | 12.0 (−11.1)               | 12.9 (−10.6)               | 10.0 (−12.2)               | 1.9 (−16.7)                | 21.0 (−6.1)                | 19.9 (−6.7)                | 25.0 (−3.9)                | 28.9 (−1.7)                | 19.9 (−6.7)                | 17.1 (−8.3)                | 12.9 (−10.6)               | 5 (−15)                    | 1.9 (−16.7)                |
| الهطول إنش (مم)                   | 9.9 (252)                  | 8.1 (205)                  | 7.4 (188)                  | 3.2 (81)                   | 1.5 (38)                   | 0.4 (9)                    | 0.1 (2)                    | 0.2 (5)                    | 0.6 (16)                   | 3.1 (78)                   | 7.4 (189)                  | 10.0 (254)                 | 51.9 (1٬317)               |
| متوسط تساقط الثلوج إنش (سم)       | 1.5 (3.8)                  | 0.7 (1.8)                  | 0.7 (1.8)                  | 0 (0)                      | 0 (0)                      | 0 (0)                      | 0 (0)                      | 0 (0)                      | 0 (0)                      | 0 (0)                      | 0 (0)                      | 0.7 (1.8)                  | 3.6 (9.1)                  |
| متوسط أيام هطول الأمطار           | 14                         | 12                         | 13                         | 9                          | 5                          | 2                          | 0                          | 1                          | 2                          | 7                          | 13                         | 14                         | 92                         |
| المصدر:                           |                            |                            |                            |                            |                            |                            |                            |                            |                            |                            |                            |                            |                            |

## توأمة
لويليتس (كاليفورنيا) اتفاقيات توأمة مع:
- علي صبيح

## أعلام
- كلفن شابمان